# La lampada cinese
La lampada cinese (Oil for the Lamps of China) è un film del 1935 diretto da Mervyn LeRoy.
È un film drammatico statunitense con Pat O'Brien, Josephine Hutchinson e Jean Muir ambientato in Manciuria, Cina. È basato sul romanzo del 1933  Oil for the Lamps of China di Alice Tisdale Hobart.

## Produzione
Il film, diretto da Mervyn LeRoy su una sceneggiatura di Alice Tisdale Hobart (autrice del romanzo) e Laird Doyle, fu prodotto da Robert Lord per la Warner Bros. (tramite la Vitaphone) e girato in California (solo qualche sequenza di sfondo fu filmata in Cina) dal 28 gennaio al 18 marzo 1935.

## Distribuzione
Il film fu distribuito con il titolo Oil for the Lamps of China negli Stati Uniti dall'8 giugno 1935 al cinema dalla Warner Bros.
Altre distribuzioni:
- in Francia il 23 agosto 1935 (Lampes de Chine)
- in Finlandia il 29 dicembre 1935
- in Danimarca il 26 febbraio 1936 (Olie til Kinas lamper)
- in Portogallo il 14 giugno 1937 (Luzes da China)
- in Germania Ovest il 5 febbraio 1965 (Öl für die Lampen Chinas, in TV)
- in Brasile (Óleo para as Lâmpadas da China)
- in Spagna (Luz a Oriente)
- in Grecia (Foties stin Kina)
- in Italia (La lampada cinese)

### Promozione
Le tagline sono:'
- A courageous young American and his bride --- fighting for happiness against ten centuries of darkness --- caught in a maelstrom of mystery, glamor, hatred, intrigue!
- The FLAMING HELL OF THE LAST FRONTIER